# 刘昂 (少将)
刘昂（1916年—2002年1月17日），江西省吉安县人。中国人民解放军少将。
早年参加中国工农红军，任红三十二军团政委，参加长征。抗日战争时期，任八路军陕甘宁边区警备五团团长等职。第二次国共内战期间，担任晋冀鲁豫军区第一军分区副司令、华北军政大学高级干部队队长等职。1951年，任第三十二步兵学校校长；1954年，改任南京步兵学校校长；1955年授少将军衔，获得二级八一勋章、二级独立自由勋章、二级解放勋章。1962年，担任南京军区炮兵副司令员。1968年，奔赴越南参加越南战争。1970年，担任后升任浙江省军区副司令员，空军第五军政委。2002年去世。